# Чърчър (квартал)
„Чърчър“ (на турски: Çırçır) е квартал на Истанбул, разположен в градска околия Еюпсултан. Общата му площ е 1,0 км2. Според данни на Адресната система за регистриране на населението (ABPRS) към 2024 г. населението на „Чърчър“ е 37 557 жители.